# Claude Delisle
Pour les articles homonymes, voir Delisle.
Claude Delisle ou Claude de l'Isle (1644-1720) est un historien, géographe et cartographe français.

## Biographie
Né à Vaucouleurs le 5 novembre 1644 d'un père médecin, il étudie le droit à Pont-à-Mousson, devient avocat avant de s'installer à Paris en 1674 comme précepteur de géographie et d'histoire, puis d'obtenir la charge de censeur royal. Parmi ses étudiants, on compte le futur chancelier de France Henri François d'Aguesseau.
Son œuvre principale est une histoire universelle en 7 tomes parue de manière posthume en 1731. Il est aussi l'auteur d'une relation historique à propos de l'actuelle Thaïlande.
Parmi ses onze fils connus :
- Guillaume Delisle (1675-1726), l'aîné, géographe et cartographe[4] ;
- Simon-Claude Delisle (1676-1726), historien poursuivant les travaux de son père ;
- Louis de l'Isle de la Croyère (1687-1741), astronome et voyageur ;
- Joseph-Nicolas Delisle (1688-1768), astronome, fondateur de l'observatoire de Saint-Pétersbourg.

Il a laissé plusieurs ouvrages d'histoire et de chronologie, le principal est Abrégé de l'histoire universelle dont la publication posthume date de 1731.
Claude Delisle est mort à Paris, le 2 mai 1720.